# وجودية نسوية
الوجودية النسوية هي اثبات حقوق المرأة في المجتمع والاعتراف بها من خلال الكتابات أو وايضا للمساواة بينها وبين رجل وهذه الوجوديه متواجده بجميع انحاء العالم وذلك لرفع صوت المرأة المأخوذ حقها بكل مكان.

## خلفية
هنالك الكثير من النساء المدافعات عن المرأة حول التاريخ ومن العرب نوال السعداوي تتصدر كتبها المركز الأول في حق الدفاع عن المرأة ورغم ان هنالك الكثير من المعارضين لها الا ان كتبها تُرجمت إلى 20 لغه وحققت نجاح باهر. من أشهر كتبها التي تتحدث عن المرأة هي «مرأه عند نقطة الصفر» و«الوجه العاري للمرأة العربية».